# والنتینا توتایوا
والنتینا توتایوا (به انگلیسی: Valentina Tutayeva) (زادهٔ ۱۹۵۳) شناگر اهل شوروی است.